# مفاوضات جدة
مفاوضات جدة هي سلسلة من المحادثات تجري بين القوات المسلحة السودانية وقوات الدعم السريع تقوم برعايتها المملكة العربية السعودية والولايات المتحدة الأمريكية إثر الصراع الذي دار بين الجيش السوداني وقوات الدعم السريع في السودان في 15 أبريل 2023، وإنطلقت المفاوضات في 6 مايو 2023 بعد أقل من شهر من إندلاع الصراع، وسُميت بمفاوضات جدة نسبة لإستضافتها بمدينة جدة في المملكة العربية السعودية.

## خلفية
في الخامس عشر من نيسان/أبريل 2023 إنطلق صراع مسلح بين القوات المسلحة السودانية التي يقودها عبد الفتاح البرهان وبين قوات الدعم السريع تحتَ قيادة محمد حمدان دقلو (حميدتي). تركّزت الاشتباكات في يومها الأول في العاصمة الخرطوم (ولاية الخرطوم) وخصوصًا في محيط القصر الرئاسي وفي مطار الخرطوم الدولي لكنها امتدَّت في الأيام اللاحقة لمدن وبلدات أخرى تقعُ في ولايات ثانية وتحديدًا الولاية الشمالية "مطار مروي" و‌ولايات دارفور (الشمال، والجنوب، والشرق، والغرب). تسبَّبت هذه الاشتباكات في تفاقم الوضع الإنساني في السودان وفي موجات نزوح كبيرة كما نجمَ عنها حتى الـ 15 من أكتوبر 2023 مقتل 9000 شخص نزوح أكثر من 5.6 مليون من ديارهم، و25 مليون شخص بحاجة للمساعدات الإنسانية، و19 مليون طفل خارج المدارس بحسب كتب مكتب الأمم المتحدة للشؤون الإنسانية بالسودان (أوتشا).

## المفاوضات
إنلطقت المفاوضات في 6 مايو 2023 مدينة جدة بدعوة من المملكة العربية السعودية والولايات المتحدة الأمريكية وركزت علي قضايا أساسية هي :
- تحقيق وقف فعال قصير المدى لإطلاق النار.
- العمل على تسهيل وصول المساعدات الإنسانية الطارئة، واستعادة الخدمات الأساسية.
- وضع جدول زمني لمفاوضات موسعة للوصول لوقف دائم للأعمال العدائية.[4]

### الجولة الأولى
الجولة الأولى بدأت في 6 مايو والتي سُميت بالمحادثات الأولية واستمرت حتى 10 مايو 2023 وأختتمت بالتوقيع علي إعلان جدة أو إتفاق 11 مايو الذي تضمن على إعلان الالتزام بحماية المدنيين في السودان.

#### إتفاق جدة
|                  | فيصل بن فرحان | تويتر |
| ‎@FaisalbinFarhan |               |       |

             (بالعربية: جمعت مدينة جدة ممثلو القوات المسلحة السودانية، وقوات الدعم السريع في مبادرة لحل الازمة.
المحادثات التي تمت و إعلان الالتزام بحماية المدنيين يأتي كخطوة أولى، وستتبعها خطوات أخرى، والأهم هو الالتزام بما تم الاتفاق عليه، والمملكة ستعمل حتى يعود الأمن والاستقرار للسودان وشعبه الشقيق.)
         

        May 12, 2023

في 11 مايو أعلنت الوساطة عن الوصول الي إتفاق بين القوات المسلحة السودانية وقوات الدعم السريع، وهو اتفاق مبادئ أولي يشمل التزاماً بالسماح بمرور المساعدات الإنسانية. وأكد الطرفان التزامهما بسيادة السودان ووحدته، كما رحبا بمساعي أصدقاء السودان، وقالت في بيان : " يسر السعودية والولايات المتحدة أن تعلنا أنه في 11 مايو (أيار) 2023 في جدة السعودية، وقع ممثلو القوات المسلحة السودانية وقوات الدعم السريع على إعلان الالتزام بحماية المدنيين في السودان، سيوجه إعلان الالتزام نشاط القوتين لتمكين إيصال المساعدات الإنسانية بأمان، واستعادة الخدمات الأساسية، وانسحاب القوات من المستشفيات والعيادات، والسماح بدفن الموتى باحترام".
تم التوقيع علي الإتفاق وهدنة قصيرة لوقف إطلاق النار، لكن لم يتم تفعيل الإتفاق وتم إختراق للهدنة.

### الجولة الثانية
في 14 مايو 2023 إنطلاقت الجولة الثانية من المحادثات بين القوات المسلحة السودانية وقوات الدعم السريع وسط إستمرار المعارك، وناقشت تفاصيل هدنة جديدة بين الطرفين من ناحية المدة الزمنية وتحديد ممرات آمنة للمدنيين ، وكذلك إخلاء قوات الدعم السريع للمستشفيات والمرافق الحكومية الخدمية ومنازل المواطنين، لكن لم يتم التوصل لإتفاق نهائي حتى أعلن وفد القوات المسلحة السودانية تعليق مشاركته في المحادثات بسبب عدم تنفيذ قوات الدعم السريع البند الخاص بانسحابهم من المستشفيات ومنازل المواطنين وخرقهم المستمر للهدنة.

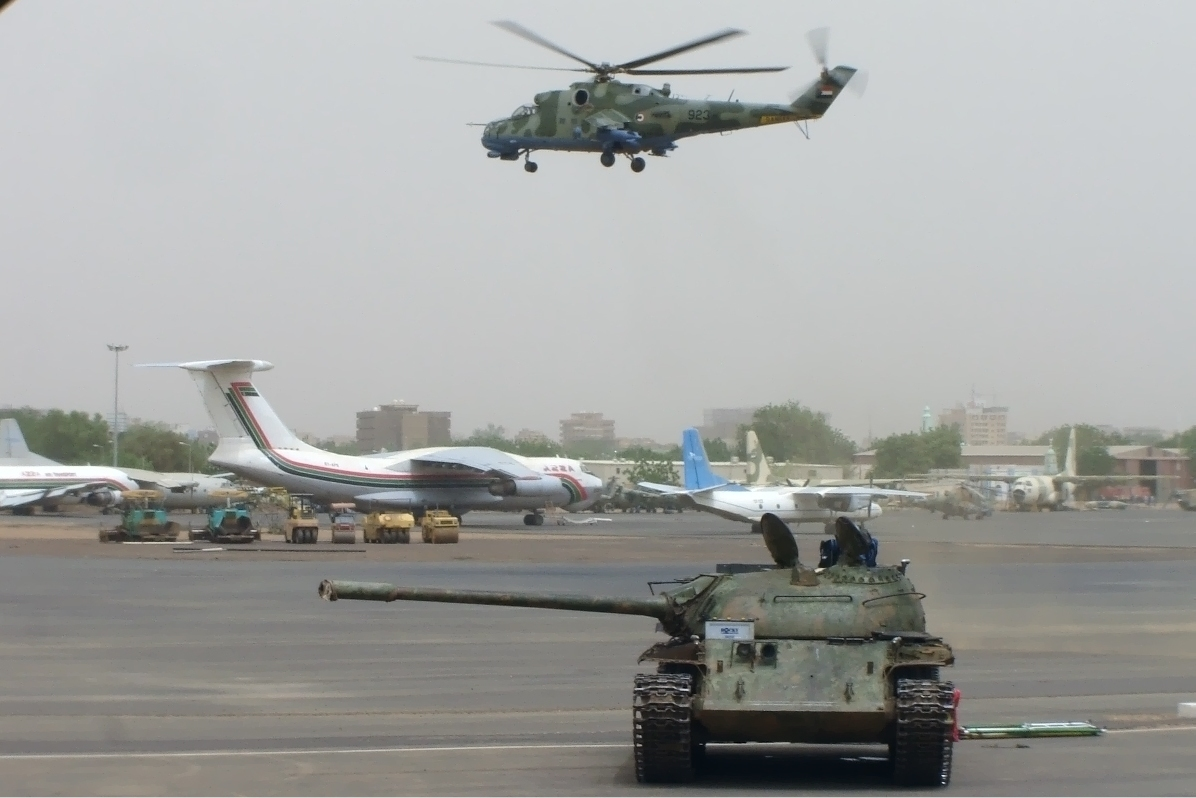
طائرة ومدرعة تتبعان للجيش السوداني

#### إنسحاب الجيش
في 31 مايو 2023 أعلنت القوات المسلحة السودانية إنسحابها من منبر تفاوض جدة حسب منشور على صفحتها الرسمية بموقع التواصل الاجتماعي فيسبوك : "بما أن الهدنة كانت للأغراض الإنسانية فقط، وليس لأجل إحياء التمرد وجعله يرتب صفوفه، حيث يحاول التمرد إلي الرجوع إلي ما قبل الـ 15 من إبريل الماضي، لذلك تمّ اليوم تعليق المفاوضات في جدة، وعودة وفد قواتنا المسلحة إلي البلاد".

## تعليق المفاوضات من قبل الوساطة
في 2 يونيو 2023 أعلنت الممكلة العربية السعودية والولايات المتحدة الأمريكية تعليق مفاوضات أطراف الصراع بالسودان، نتيجة "الانتهاكات الجسيمة" للتهدئة، واتهمت الدولتان طرفي النزاع بأنهما "يدّعيان تمثيل مصالح الشعب السوداني، لكن أفعالهما زادت من معاناته وعرّضت الوحدة الوطنية والاستقرار الإقليمي للخطر"

## استئناف المفاوضات
بدأت الجولة الثالثة للمحادثات في 25 أكتوبر 2023 بعد توقف دام 5 أشهر للتفاوض المباشر مع إستمرار المعارك في العاصمة الخرطوم وتوسع الصراع المسلح في إقليم دارفور وولايات كردفان، وقالت وزارة الخارجية السعودية إن المحادثات تركز علي أهداف رئيسية هي، تسهيل إيصال المساعدات الإنسانية، وتحقيق وقف إطلاق النار وإجراءات بناء الثقة، وإمكانية التوصل إلى وقف دائم للأعمال العدائية، وأن المحادثات لن تتناول قضايا ذات طبيعة سياسية، كما تمت إضافة الهيئة الحكومية للتنمية (الإيقاد) والإتحاد الإفريقي الي قائمة ميسري التفاوض، وإتفق الطرفان علي أن تكون الوساطة هي الناطق الرسمي المشترك الوحيد للمحادثات.
شهدت هذه الجولة التزام القوات المسلحة السودانية وقوات الدعم السريع باتخاذ خطوات لتسهيل زيادة المساعدات الإنسانية وتنفيذ إجراءات بناء الثقة، ولم يتمكن الطرفان من الاتفاق على اتفاقات لتنفيذ وقف إطلاق النار خلال هذه الجولة، وفق ما أعلنت عن الوساطة في 8 نوفمبر 2023 بعد 12 يوم من إستئناف المحادثات.